# Bagra
Bagra (Bulgaars: Багра, Turks: Boyacıköy) is een dorp in de gemeente Kardzjali in de Bulgaarse oblast  Kardzjali.

## Bevolking
De bevolking van het dorp Bagra bestond in 1934 uit 125 personen. In 1956 bereikte het inwonersaantal een maximum met 238 personen. De daaropvolgende decennia bleef het inwonersaantal vrij stabiel, totdat in 1989 de ‘bulgariseringscampagnes’ van het communistisch regime begonnen en een groot deel van de bevolking naar Turkije emigreerde. In december 2019 woonden er 63 personen in het dorp.
Alle 66 inwoners reageerden op de optionele volkstelling van 2011. Van deze 66 respondenten identificeerden 63 personen zichzelf als etnische Bulgaarse Turken (95,5%), terwijl 3 personen ondefinieerbaar waren (4,5%).